# La Bouche de fer

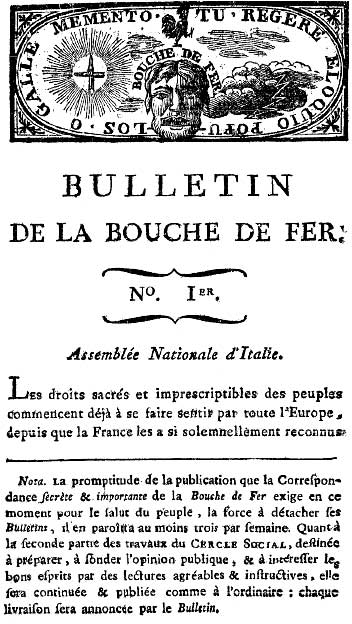
La prima pagina della Bouche de fer

La Bouche de fer fu un giornale parigino pubblicato tra l'ottobre 1790 e il luglio 1791. Diretto da Nicolas de Bonneville e supervisionato da Claude Fauchet, La Bouche de fer era l'organo del club rivoluzionario del Cercle social, di cui riproduceva le delibere tre volte alla settimana, poi quotidianamente dal 22 giugno 1791.

## Contenuto
Sono presenti commenti al Contratto sociale di Jean-Jacques Rousseau da parte di Claude Fauchet, discorsi di Condorcet e petizioni del Club dei Cordiglieri.
La pubblicazione iniziò nell'ottobre 1790 e scomparve il 28 luglio 1791. Gli abbonamenti costavano 36 livres all'anno ed erano legati all'appartenenza al Cercle social. Chiunque si abbonasse era automaticamente membro del Cercle social, il che consentiva di aumentare il numero degli abbonati.
Il titolo deriva da una cassetta delle lettere a forma di bocca di leone, posta nella sede del Cercle al numero 4 di rue du Théâtre-Français, per depositare proposte o denunce.